# Mobile Suit Gundam: Federation vs. Zeon
Mobile Suit Gundam: Federation vs. Zeon est un jeu vidéo de tir à la troisième personne développé par Capcom Production Studio 1 et édité par Bandai en 2001 sur système d'arcade Naomi GD-ROM, puis porté sur PlayStation 2,.
Une version légèrement améliorée nommée Mobile Suit Gundam: Federation vs. Zeon DX est sortie sur Dreamcast uniquement au Japon en 2002,.

## Portage
- PlayStation 2 :

- Dreamcast :

## Accueil
- Jeux vidéo Magazine : 8/20[6]